# Mafrense
A Mafrense é uma empresa de transportes rodóviários de passageiros, sediada em Mafra, Portugal. Remonta aos anos 1920, quando foi fundada como Empresa Viação Mafrense (EVM; por vezes apresentada anacronicamente como Empreza Viação Mafrense), fazendo parte do Grupo Barraqueiro desde 1996.
Em dados de 2020, a Mafrense operava 33 carreiras regulares de autocarro no concelho de Mafra (e, liminarmente, alguns concelhos próximos: Sintra, Torres Vedras, Loures, e Lisboa), com 360 circulações diárias e 90 viaturas a elas adstritas, e dedicando-se também ao aluguer de autocarros, tanto em regime fixo como ocasional, para o que dispunha de 70 viaturas adicionais, com capacidades entre 15 e 101 lugares.

É uma das 4 marcas pertencentes à Barraqueiro Transportes, em conjunto com a Barraqueiro Oeste, Boa Viagem e Ribatejana. Esteve prevista a sua supressão e absorção para a Rodoviária de Lisboa para julho de 2022 aquando da implementação da Carris Metropolitana, por ser esta empresa a concessionária exclusiva para a área de operação da Mafrense, o que só "veio a ocorrer" em janeiro de 2023.

## História

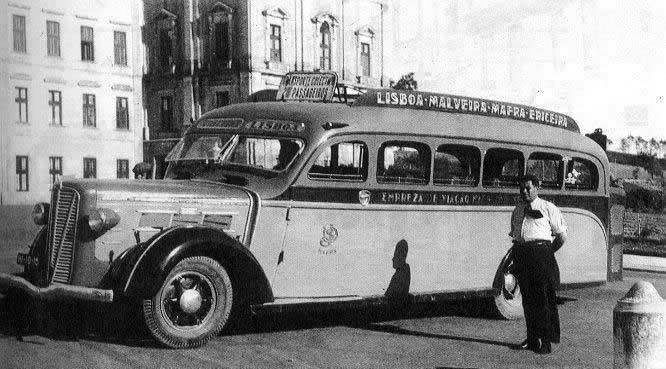
Sardinha Dias com um dos primeiros veículos da frota, junto ao Convento de Mafra, anos 1930.

João Sardinha Dias, que viria a fundar a empresa, operava um serviço de passageiros a tração animal (diligências) em finais da década de 1910, que, já no início da década seguinte, ligava em carreiras regulares Mafra a Sintra e a Mafra-Gare. Tais trajetos existiam já em 1913, pelo menos, mas Sardinha Dias foi pioneiro na transição para a tecnologia automóvel, introduzindo autocarros em meados da década de 1920, alargando o raio de acção da empresa.
Em 1929 é criada a carreira Mafra ⇆ Lisboa (mais tarde designada por 208), logo estendida à Ericeira, e é aberto um escritório na capital, no Martim Moniz. A ligação a Mafra-Gare (sem equivalente direto à data de extinção da empresa) é relançada em autocarro em Agosto de 1930, em coordenação com os horários da Linha do Oeste, seguindo-se a ligação Mafra ⇆ Sintra (220), em Julho de 1937.

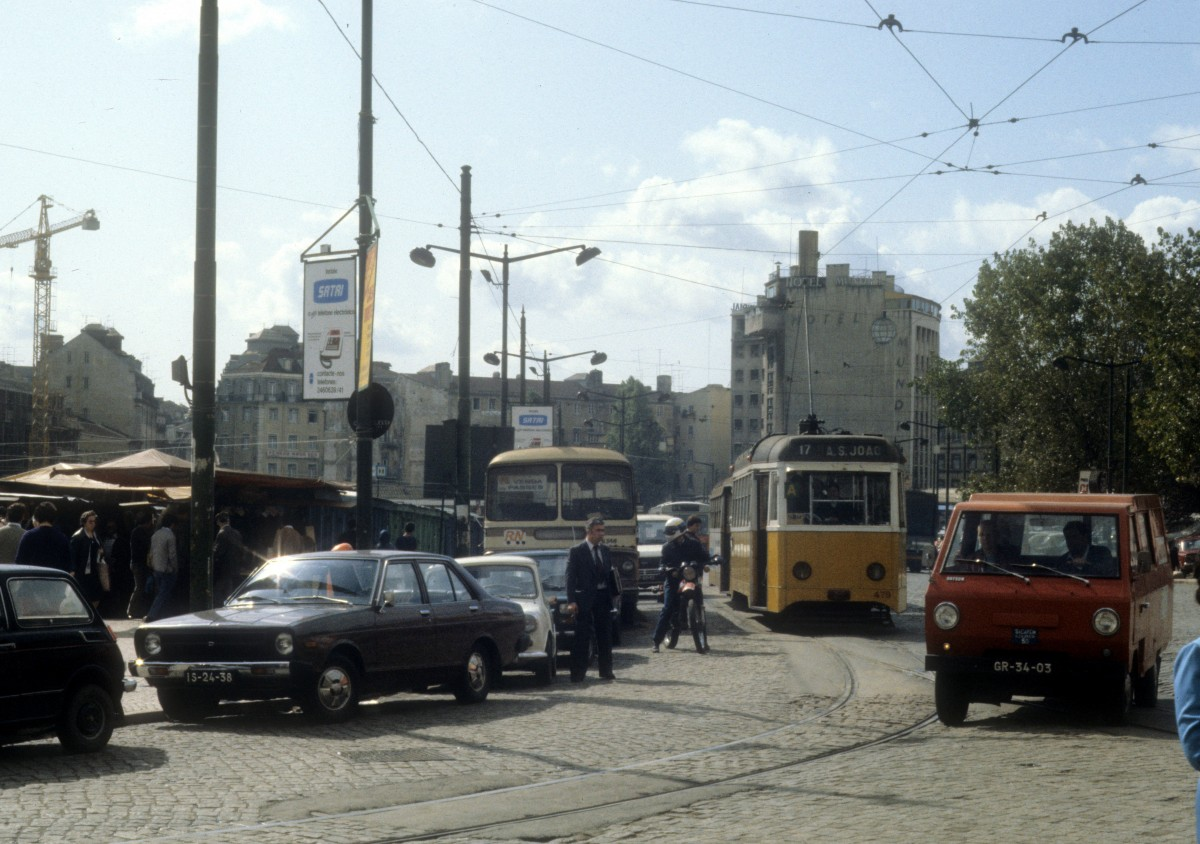
Martim Moniz em 1982, ainda o terminal lisboeta de várias empresas rodoviárias suburbanas, como a Mafrense.

Inicia-se um período de expansão nas décadas seguintes, com a criação de novas carreiras que servem cada vez mais densamente o concelho e o interligam aos concelhos limítrofes (Torres Vedras e Sintra), e a ampliação e renovação da frota. Em 1941 é inaugurada a estação-garagem da Rua da Madeira — até então a empresa tinha instalações na Rua Almirante Reis. Em 1954 a Empresa Viação Mafrense torna-se na João Sardinha Dias, L.da, uma sociedade por quotas; e em 26 de Agosto de 1959 abre uma central de camionagem em Mafra (na atual Av. 25 de Abril), com capacidade para 60 autocarros (numa altura em que a empresa tinha uma frota de 35 veículos, usados em catorze carreiras), instalações de apoio ao passageiro, e espaços comerciais anexos. João Sardinha Dias falece em Novembro de 1963, após ter passado a gerência da empresa para o genro, Joaquim Silveira Lima Costa.

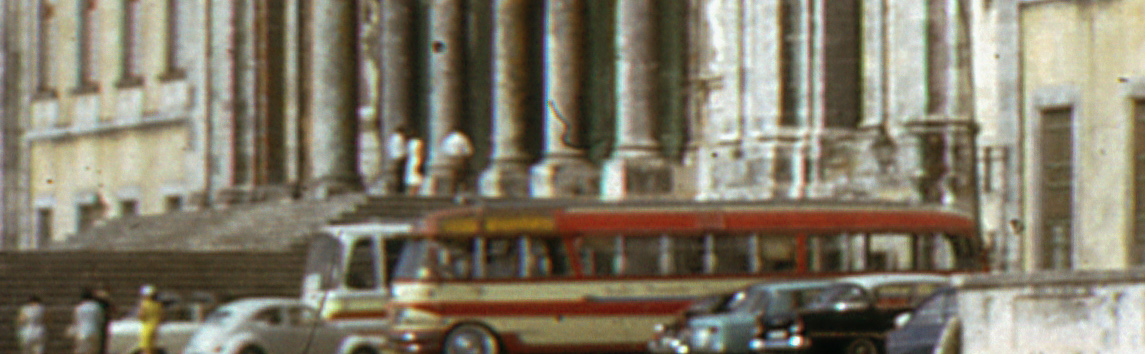
Autocarros frente ao Convento de Mafra, em 1967.

Apesar de não ter sido incorporada na Rodoviária Nacional em 1975, fruto da sua reduzida dimensão (menos de 100 viaturas) o crescimento que sofreu na década seguinte ditou a sua absorção pelo Grupo Barraqueiro (aquisição formalizada a 19 de Fevereiro de 1996), que manteve a marca "Mafrense" como uma das suas Zonas Operacionais. Nesta, às operações já detidas pela firma João Sardinha Dias, L.da foram adicionadas também as carreiras nos concelhos de Sintra e Mafra da Rodoviária da Estremadura, também adquirida pelo Grupo Barraqueiro. No último dia de 1998 dá-se a dissolução formal da João Sardinha Dias, L.da na Rodoviária da Estremadura, S.A., que por sua vez em 16 de Novembro de 2001 se funde a várias outras empresas para formar a Barraqueiro Transportes, S.A.

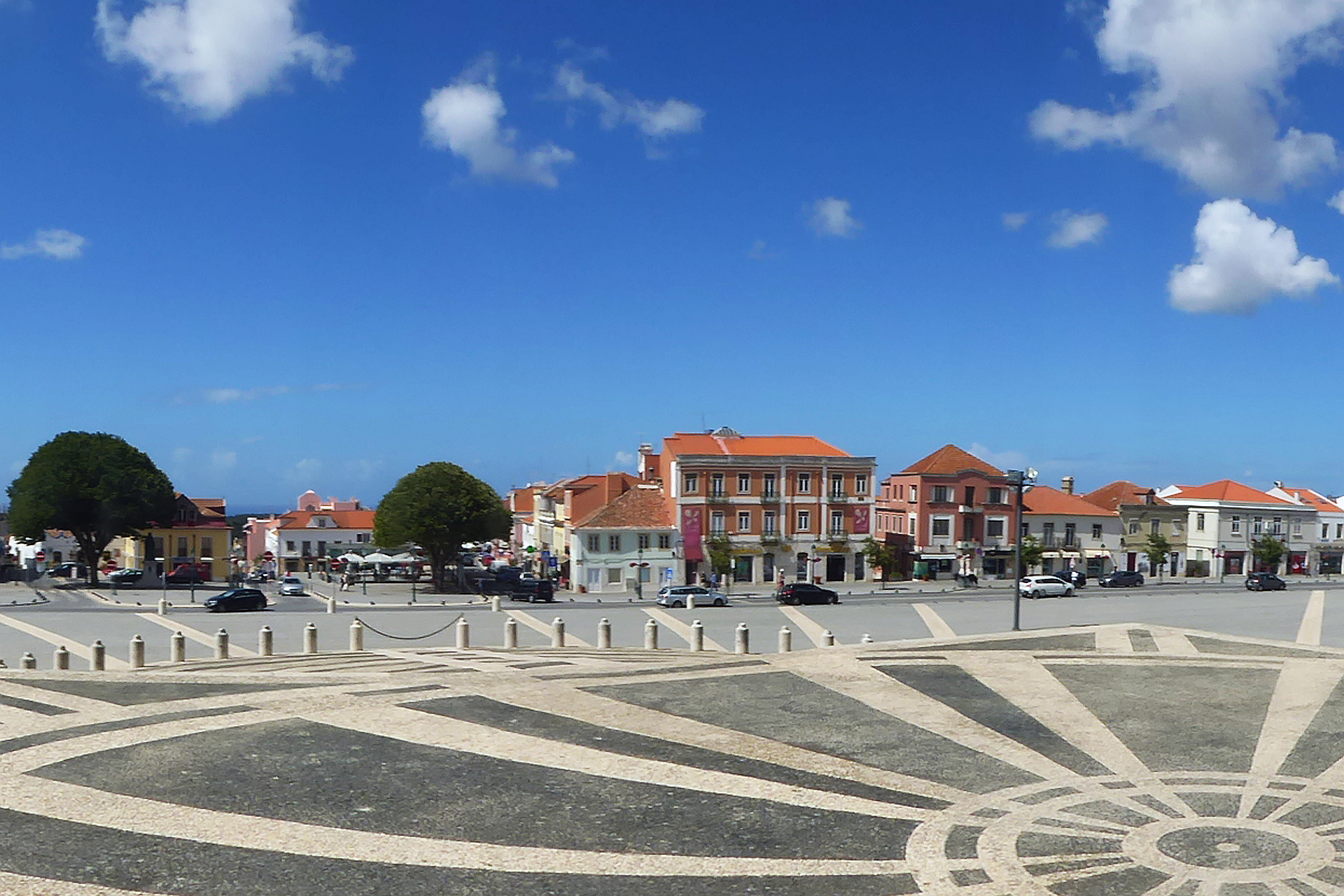
Praça fronteira ao Convento de Mafra, em 2016.

Recentemente, as instalações da Mafrense foram transferidas da histórica central de camionagem para o Núcleo Empresarial de Mafra, mais desafogado e afastado do centro da localidade. A empresa criou também um balcão de atendimento ao público na praça fronteira ao Convento de Mafra.
Em 2015 a Mafrense lançou, em colaboração com a Câmara Municipal de Mafra e das juntas de freguesia da Ericeira e da Carvoeira, uma nova carreira sazonal especializada que liga Mafra às praias da Foz do Lizandro e de Ribeira d’Ilhas — a Ericeira Beach Bus (248), assegurada por veículos de tipo minibus, com janelas panorâmicas e equipados com atrelados de carga vocacionados para o transporte de pranchas de surf; este serviço tem um tarifário próprio (1,00 € por viagem, com desconto para assinaturas e pré-comprados) e não se integra na bilhética das demais carreiras.
Na sequência da criação do passe Navegante em abril de 2019, foi noticiada a preocupação de passageiros da Mafrense com uma possível rotura da oferta da empresa, face ao aumento esperado da procura. Em Outubro a empresa registava efetivamente aumentos significativos na procura, com as carreiras diretas para Lisboa (200, 207, 209, e 229) a necessitar de desdobramentos para dar vazão a mais do dobro da média de passageiros dos anos anteriores.
Em junho de 2019, foi lançado experimentalmente pela Câmara Municipal de Mafra um serviço de transporte rodoviário a pedido nas freguesias de Igreja Nova e Cheleiros, o MOBUS, com a colaboração da Mafrense, que fornece a frota e a infraestrutura. O mesmo durou até 2022, quando a Mafrense deixou de fazer serviços em Mafra.
Em meados de 2022, anunciou-se que a 1 de julho de 2022, na sequência da implantação da Carris Metropolitana, a identidade própria da Mafrense cessaria de existir separadamente, e que os seus serviços passariam a ser feitos pela Rodoviária de Lisboa (R.L.), sendo as carreiras renumeradas de acordo com o novo sistema (de quatro algarismos, neste área iniciados por "2"), com ajustes de horário e beneficiação de frota, e extintas as marcas diferenciadas; o Grupo Barraqueiro, como concessonário, manteria a operação destas carreiras, mas toda a sinalética, librés, e bilhética ficaria sob a alçada unificadora da Carris Metropolitana. Dado o fiasco do lançamento das áreas 3 (Almada, Seixal e Sesimbra) e 4 (Alcochete, Moita, Montijo, Palmela e Setúbal) da nova operadora, manteve-se o status quo até 2023. No entanto, para correção dessas informações, a Mafrense manteve serviços (todos no concelho de Torres Vedras, com ligações a outros locais próximos, incluíndo Encarnação) até 2024, quando esses serviços passaram para a Barraqueiro Oeste.

## Carreiras
- Em 1959 a empresa detinha catorze carreiras:[5]
- - Lisboa ⇆ Encarnação (225)
  - Lisboa ⇆ Ericeira (207)
  - Encarnação ⇆ Torres Vedras (221)
  - Mafra ⇆ Sintra (220)
  - Ericeira ⇆ Pero Negro (224)
  - Mafra ⇆ Mafra (Gare) (239)
  - Barril ⇆ Torres Vedras (204)
  - Mafra ⇆ Santa Cruz
  - Azenha Velha ⇆ Coutada (240)
  - Mafra ⇆ Turcifal
  - Livramento ⇆ Mafra (222)
  - Mafra ⇆ Carvalhal (227)
  - Pêro Pinheiro ⇆ Sintra (Estação) (255)
  - Ericeira ⇆ Malveira (Estação) (208)

Várias destas persistiram na rede existente até 2023, algumas exatamente, outras aproximadamente; excetuam-se percursos que deixaram de ser servidos por carreiras diretas, mas passíveis de percorrer com recurso a transbordo, nomeadamente Mafra ⇆ Mafra-Gare e Azenha Velha ⇆ Coutada, e os percursos destinados a Santa Cruz, Livramento, e Turcifal, já que estes destinos deixaram de ser servidos pela Mafrense. As carreiras da Mafrense distingiam-se em dois tipos — um vocacionado para o serviço das áreas rurais, com paragens mais interdistantes e cadências de passagem mais esparsas, outro adaptado ao serviço urbano em vilas e cidades, com cadências elevadas e paragens concentradas. Em dados de 2023, a Mafrense operava as seguintes carreiras:
- 200 Ericeira ⇆ Lisboa (via A8 por Venda do Pinheiro) (equiv. 2740, 2741 e 2804)
- 202 Ericeira ⇆ Portela de Sintra 
(Estação Norte) (subst. 1633)
- 203 Ericeira/Carvoeira ⇆ Convento de Mafra (equiv. 2128, 2133 e 2143)
- 204 Ericeira ⇆ Torres Vedras ((equiv. 2112, 2127, 2905 e 2907)
- 205 Encarnação (Cemitério) ⇆ Ericeira (via Picanceira) (subst. 2118)
- 206 Encarnação (Cemitério) ⇆ Ericeira (Esc. EB 2+3) (equiv. 2113 e 2117)
- 207 Ericeira ⇆ Lisboa (via A21/A8) (subst. 2801)
- 208 Ericeira ⇆ Lisboa (por Loures) (equiv. 2132, 2740, 2741, 2742, 2751 e 2758)
- 209 Ericeira ⇆ Lisboa (via A21/A8 por Mafra) (equiv. 2802 e 2803)
- 210 Ericeira Vila: Ericeira ↺ Outeirinho e Fonte Boa da Princesa (subst. 2125)
- 211 Ericeira ↺ Colinas do Atlântico (subst. 2124)
- 212 Ericeira ↺ Fonte Boa dos Nabos (sem equiv. C.M.)
- 213 Ericeira ↺ Fonte Boa da Brincosa (sem equiv. C.M.)
- 215 Lagoa (Colégio Miramar) ⇆ Salgados (via Santo Isidoro) (equiv. 2102, 2137 e 2140)
- 216 Achada (X) ⇆ Lagoa (Colégio Miramar) (equiv. 2101, 2129, 2130, 2131)
- 217 Charneca ⇆ Lagoa (Colégio Miramar) (equiv. 2114 e 2119)
- 218 Encarnação (Alto da Mina) ⇆ Lagoa (Colégio Miramar) (subst. 2138)
- 219 Lagoa (Colégio Miramar) ⇆ Tapada de Mafra (equiv. 2115 e 2139)
- 220 Mafra (Parque Desportivo) ⇆ Portela de Sintra (Estação Norte) (subst. 2626)
- 221 Mafra (Parque Desportivo) ⇆ Torres Vedras (equiv. 2105, 2116 e 2914)
- 222 Antas ⇆ Mafra (Parque Desportivo)  (subst. 2103)
- 223 Mafra (Parque Desportivo) ⇆ Santo Isidoro (subst. 2144)
- 224 Mafra (Parque Desportivo) ⇆ Pero Negro (equiv. 2134 e 2913)
- 225 Encarnação ⇆ Lisboa (equiv. 2116 e 2805)
- 226 Bocal ⇆ Mafra (Parque Desportivo) (subst. 2104, 2106 e 2107)
- 227 Mafra (Parque Desportivo) ⇆ Carvalhal de Cheleiros (subst. 2110)
- 228 A-da-Perra ⇆ Mafra (Almada) (sem equiv. C.M.)
- 229 Lisboa ⇆ Zambujal (via A8) (equiv. 2758 e 2807)
- 230 São Sebastião → Lisboa (equiv. 2900 e 2915)
- 231 Ervideira / São Sebastião ⇆ Malveira (equiv. 2910, 2911 e 2912)
- 232 Casais da Areia / Casal da Breguia ⇆ Lagoa (Colégio Miramar) (equiv. 2111 e 2119)
- 233 Mafra ↺ Murgeira, Sobral da Abelheira e Chanca (subst. 2145)
- 238 Carvalhal de Cheleiros ⇆ Venda do Pinheiro (Colégio Santo André) (subst. 2150)
- 239 Mafra (Parque Desportivo) ⇆ Malveira (via Ribeira dos Tostões) (equiv. 2135 e 2627)
- 240 Assenta ⇆ Torres Vedras (sem equiv. C.M.)
- 241 Cambelas ⇆ Freiria (Esc. Básica) (equiv. 2906 e 2908)
- 242 Freiria (Esc. Básica) ⇆ Gentias (sem equiv. C.M.)
- 243 Aranha (X) ⇆ Freiria (Esc. Básica) (sem equiv. C.M.)
- 244 Freiria (Esc. Básica) ⇆ Sendieira (sem equiv. C.M.)
- 246 Ericeira ⇆ Lisboa (Campo Grande) (via A21/A8) (subst. 2801)
- 248  Ericeira Beach Bus: Ericeira ⇆ Foz do Lizandro (via Ribeira d’Ilhas) (subst. 2123)
- 250 Mafra (Almada) ↺ Quinta das Pevides e Longo da Vila (sem equiv. C.M.)
- 252 Mafra Vila: Mafra ↺ A-da-Perra e Quinta das Pevides (subst. 2142)
- 253 Alcolombal ⇆ Terrugem (subst. 1201)
- 254 Rebanque ⇆ Portela de Sintra (Estação Norte) (subst. 1255)
- 255 Negrais ⇆ Portela de Sintra (Estação Norte) (subst. 1240)
- 256 Pedra Furada ⇆ Portela de Sintra (Estação Norte) (sem equiv. C.M.)
- 281 Ericeira VaiVem (subst. 2126)

Em 2023, com a implementação da Carris Metropolitana em Mafra sob a nova operação da Rodoviária de Lisboa, a Mafrense viu o seu elenco de carreiras a ser dissiminado na sua quase totalidade, maioria passando à Carris Metropolitana, mas também com ligações (neste caso) da Ericeira (204), Mafra (221) e Assenta (240) a Torres Vedras passarem à operação da Barraqueiro Oeste, mantendo apenas as linhas escolares para a Freiria. A partir de Setembro de 2024, essas linhas escolares passaram para a Barraqueiro Oeste, terminando assim definitivamente a operação da Mafrense.